# Amphipyra strigata
Amphipyra strigata är en fjärilsart som beskrevs av Fletcher 1968. Amphipyra strigata ingår i släktet Amphipyra och familjen nattflyn. Inga underarter finns listade i Catalogue of Life.